# گرمایش آب
1. ورودی آب شهری
2. انتقال سیال از مخزن ذخیره آب به منبع گرمای خارجی (غیرفعال)؛ منبع گرمای غیرفعال می‌تواند زمین (خاک یا آب زیرزمینی)، خورشید یا هوا از طریق پمپ حرارتی، گرمایش ناحیه‌ای یا پنل خورشیدی ترمودینامیکی باشد.
3. انتقال سیال از پمپ حرارتی یا پنل خورشیدی ترمودینامیکی تا مخزن ذخیره آب
4. پمپ، محرک، کنترلر و دیگر قطعات
5. داغ شدن آب
6. مخزن ذخیره آب
7. رسیدن آب گرم به لوازم خانگی

گرمایش آب فرایندی ترمودینامیکی است که از یک منبع انرژی برای گرم‌کردن آب بالای دمای اولیه‌اش استفاده می‌کند. مصرف‌های همگانی گرمایش آب شامل پختن، شستن، استحمام و گرمایش محیط است. در صنعت آب داغ و آب گرم‌شده تا بخار کارکردهای زیادی دارد.